# ヴィクトル・ジルムンスキー
ヴィクトル・マクシモヴィチ・ジルムンスキー（ロシア語: Виктор Максимович Жирмунский, 英語: Viktor Maksimovich Zhirmunski, 1891年7月21日 - 1971年1月31日）はロシアの言語学・文芸学者。

## 経歴
1891年、サンクトペテルブルクで耳鼻咽喉科の医師の父のもとに生まれる。テニシェフ学校を卒業して帝国サンクトペテルブルク大学を1912年に卒業。
卒業後はサラトフ大学、母校の帝国サンクトペテルブルク大学、ゲルツェン記念教育研究所などで教鞭をとる。N. Ya.マル記念言語学・思想研究所、ソビエト科学アカデミー文学研究所(別称：プーシキン・ハウス)に所属して働き、西洋文学分野を担当した。1956年からはレニングラード大学ドイツ語科教授。
詩学関係、比較文学の著作、またゲルマニストとして知られる。

## 家族・親族
- 父：モイセイ・サヴェリエヴィチは医師。
- 甥：ソロモン・サヴェリエヴィチ(セミョーン・サヴェリエヴィチ)は化学者。